# Cestrum taylorii
Cestrum taylorii är en potatisväxtart som beskrevs av Nathaniel Lord Britton och P. Wils. Cestrum taylorii ingår i släktet Cestrum och familjen potatisväxter. Inga underarter finns listade i Catalogue of Life.